# Macedonia na Letnich Igrzyskach Paraolimpijskich 2004
Macedonię na Letnich Igrzyskach Paraolimpijskich 2004 w Atenach reprezentowało troje strzelców (dwóch mężczyzn i jedna kobieta). Był to trzeci występ reprezentacji Macedonii na letnich igrzyskach paraolimpijskich (poprzednie miały miejsce w 1996 i 2000 roku). 
Pierwszy medal paraolimpijski dla Macedonii zdobył Wanczo Karanfiłow (srebro w pistolecie pneumatycznym SH1). Dało to Macedonii 66. miejsce w tabeli medalowej.

## Wyniki

### Strzelectwo
Mężczyźni
| Zawodnik            | Konkurencja               | Eliminacje | Eliminacje | Finał      | Finał   | Źródło |
| Zawodnik            | Konkurencja               | Rezultat   | Miejsce    | Rezultat   | Miejsce | Źródło |
| ------------------- | ------------------------- | ---------- | ---------- | ---------- | ------- | ------ |
| Branimir Jowanowski | pistolet dowolny SH1      | 525 pkt.   | 5          | 613,5 pkt. | 5       | [ 3 ]  |
| Branimir Jowanowski | pistolet pneumatyczny SH1 | 557 pkt.   | 11         | NQ         | NQ      | [ 4 ]  |
| Branimir Jowanowski | pistolet sportowy SH1     | 531 pkt.   | 22         | NQ         | NQ      | [ 5 ]  |
| Wanczo Karanfiłow   | pistolet dowolny SH1      | 498 pkt.   | 22         | NQ         | NQ      | [ 3 ]  |
| Wanczo Karanfiłow   | pistolet pneumatyczny SH1 | 570 pkt.   | 1          | 661,6 pkt. | srebro  | [ 4 ]  |
| Wanczo Karanfiłow   | pistolet sportowy SH1     | 553 pkt.   | 12         | NQ         | NQ      | [ 5 ]  |

Kobiety
| Zawodniczka      | Konkurencja               | Eliminacje | Eliminacje | Finał    | Finał   | Źródło |
| Zawodniczka      | Konkurencja               | Rezultat   | Miejsce    | Rezultat | Miejsce | Źródło |
| ---------------- | ------------------------- | ---------- | ---------- | -------- | ------- | ------ |
| Oliwera Nakowska | pistolet dowolny SH1      | 490 pkt.   | 26         | NQ       | NQ      | [ 3 ]  |
| Oliwera Nakowska | pistolet pneumatyczny SH1 | 365 pkt.   | 3          | 451 pkt. | 6       | [ 6 ]  |
| Oliwera Nakowska | pistolet sportowy SH1     | 547 pkt.   | 14         | NQ       | NQ      | [ 5 ]  |